# Cyrtopodion agamuroides
Cyrtopodion agamuroides är en ödleart som beskrevs av  Alexander Nikolsky 1900. Cyrtopodion agamuroides ingår i släktet Cyrtopodion och familjen geckoödlor. Inga underarter finns listade i Catalogue of Life.
Denna geckoödla förekommer i södra Iran, södra Afghanistan och sydvästra Pakistan. Den lever i låglandet och i kulliga områden upp till 200 meter över havet. Individerna vistas i klippiga öknar med glest fördelad växtlighet. De besöker även ruiner och murar. Cyrtopodion agamuroides är dagaktiv och den håller till på skuggiga platser. Honor lägger ägg.
För beståndet är inga hot kända. IUCN kategoriserar arten globalt som livskraftig.